# Lola Humm-Sernau
Lola Humm-Sernau (geboren 2. Juli 1895 in Berlin als Lola Minna Sernau; gestorben 1990) arbeitete von 1926 bis 1941 als Sekretärin von Lion Feuchtwanger.

## Leben
Lola Sernau folgte Feuchtwanger, als er 1933 nach Sanary-sur-Mer in Südfrankreich emigrierte. Es gelang ihr, vorher einige Manuskripte zu retten, bevor die Nationalsozialisten das Haus der Feuchtwangers durchsuchten, plünderten und in Beschlag nahmen. Lola Sernau war befreundet mit Rudolf Leonhard, der ebenfalls nach Südfrankreich ins Exil gegangen war. Durch diese Freundschaft kam Leonhard häufiger zu Besuchen bei Feuchtwanger, wo sich 1936 Ernst Toller, Aldous Huxley und Leonhard trafen.
1940 bis 1941 war Lola Sernau interniert, obwohl sie seit 1938 mit dem Schweizer Fritz Humm verheiratet war. Als das Ehepaar Feuchtwanger 1941 in die USA emigrierten, tippte sie Feuchtwangers „Josephus-Trilogie“ zu Ende und ließ diese anschließend einem Verlag in New York zukommen. Erneut gelang es ihr, einige Bücher aus Feuchtwangers Bibliothek zu retten und ihm über Lissabon nachzuschicken.
Nach dem Krieg gab Lola Humm-Sernau zahlreiche Übersetzungen, vornehmlich amerikanischer Literatur in deutscher Sprache heraus, beispielsweise von Henry Miller, Ellery Queen, Louis Bromfield, Margaret Bell Houston, Warwick Deeping, aber auch Ian Fleming. In der Schweiz wohnte sie nach dem Krieg in Ascona, wo auch Eva van Hoboken, eine andere Frau um Lion Feuchtwanger, wohnte. Sie sah Feuchtwanger im Januar 1957 in dessen Villa Aurora nach sechzehn Jahren wieder und verbrachte die andere Zeit ihrer Reise bei Emil Julius Gumbel in New York.

## Dokumentarfilm
- Die Jahre mit Feuchtwanger. Erinnerungen von Lola Humm-Sernau. Ein Dokumentarfilm von Bettina Arnoldi, Annette Dietrich und Jürgen Stahf. SFB, 1982